# فرودگاه ریویر بل
فرودگاه ریویر بل (به انگلیسی: Rivière Bell Aerodrome) یک فرودگاه خصوصی است که یک باند فرود شن دارد و طول باند آن ۱٬۶۸۴ متر است. این فرودگاه در کشور کانادا قرار دارد و در ارتفاع ۲۹ متری از سطح دریا واقع شده است.